# Плунжер
Плу́нжер, також пори́нач, розм. пірна́ло (рос. плунжер; англ. plunger; нім. Tauchkolben m, Verdrängungskörper m, Plunger m) –
1. Тип поршня (видовжений циліндр на відміну від диска) у насосах та інших пристроях.
2. Поршень насоса, гідравлічного преса або домкрата і т.ін. у вигляді довгого циліндричного стержня з гладенькою поверхнею, на якій можуть бути зроблені кругові або гвинтові канавки.
3. рухома частина електромагніта